# Lasioglossum atripygum
Lasioglossum atripygum är en biart som först beskrevs av Kirby 1890.  Lasioglossum atripygum ingår i släktet smalbin, och familjen vägbin. Inga underarter finns listade i Catalogue of Life.